# Камара на лордовете
Камарата на лордовете (на английски: House of Lords (известна също като Камара на перовете (House of peers) за церемониални цели) е горната камара на парламента на Обединеното кралство и обикновено се нарича само „Лордовете“. Парламентът се състои от суверена, Камарата на общините (долната камара) и Лордовете. Членството в Камарата на лордовете някога е рождено право на наследствените перове, но след серия реформи те сега представляват само част от членовете. През юли 2009 г. Камарата има 740 члена, 94 повече от Камарата на общините, която има 646. Камарата на лордовете, както и Камарата на общините, се събира в Уестминстърския дворец.

## История
Съвременният парламент на Обединеното кралство в голяма степен произлиза от Парламента на Англия, въпреки че Съюзният договор от 1706 г. и Актовете на съюза, които го ратифицират, създават нов Парламент на Великобритания на мястото на Парламента на Англия и Парламента на Шотландия. В същността си новият парламент е продължение на Парламента на Англия с добавяне на 45 членове на парламента и 16 перове, които да представляват Шотландия.
Парламентът на Англия се развива от съвет, който съветва краля в Средновековието. Този кралски съвет е съставен от духовници, благородници и представители на графствата (впоследствие и представители на градовете). Първият парламент често се счита за „Образцов парламент“ (състоял се през 1295 г.), който включва архиепископи, епископи, абати, графове, барони и представители на графствата и градовете. Властта на парламента расте бавно, варирайки с растежа и упадъка на кралската власт. През царуването на крал Едуард II (1307 – 1327) например, благородниците имат върховенство, кралят е слаб, а представителите на графствата и градовете са напълно безсилни. През 1322 г. властта на парламента се признава за първи път не само от обичая или кралска харта, а от повелителен закон, приет от самия парламент. По време на царуването на наследника на Едуард II, Едуард III, парламентът е разделен на две камари: Камарата на общините (състояща се от представителите на графствата и градовете) и Камарата на лордовете (състояща се от висшите духовници и благородниците). Властта на краля продължава да расте и през 15 век и двете камари упражняват власт до невиждана преди степен. Лордовете са много по-силни от Общините поради голямото влияние на аристократите и прелатите в кралството.
Властта на благородниците запада по време на гражданските войни от края на 15 век, известни като Войни на розите. Много от благородниците загиват на бойното поле или са екзекутирани за участие във войната и много аристократични имения са загубени в полза на краля. Междувременно феодализмът е в процес на разпадане и феодалните армии, контролирани от бароните стават отживелица. Хенри VII (1485 – 1509) ясно установява върховенството на монарха, символизирано от „Имперската корона“ (Crown Imperial). Доминацията на суверена продължава да расте по време на царуването на Тюдорите през целия 16 век. Короната е на върха на силата си под управлението на Хенри VIII (1509 – 1547).
Камарата на лордовете продължава да е по-силна от Камарата на общините, но влиянието на Долната камара продължава да расте и достига зенит по отношение на Камарата на лордовете в средата на 17 век. Конфликти между краля и парламента (най-вече Камарата на общините) водят в крайна сметка до Английската гражданска война през 1640-те години. През 1649 г., след екзекуцията на крал Чарлс I, е обявена република (Commonwealth of England), но нацията фактически е под контрола на Оливър Кромуел, лорд протектор на Англия. Камарата на лордовете е сведена до в значителна степен безсилна роля, като Кромуел и поддръжниците му в Общините доминират правителството. На 19 март 1649 г. Камарата на лордовете е премахната с Акт на парламента, който обявява „Общините на Англия [намират] от твърде дълъг опит, че Камарата на лордовете е безполезна и опасна за народа на Англия.“ Камарата на лордовете не се събира отново до заседаването на Конвенционния парламент през 1660 г., когато е възстановена монархията. Тя се завръща в предишната си позиция като по-силната камара, позиция, която заема до 19 век.

### 19 век
19 век маркира няколко важни промени в Камарата на лордовете. Някога орган от само 50 членове, Камарата е значително увеличена от либералността на крал Джордж III и неговите наследници, които създават нови перове. Индивидуалното влияние на Лорд на парламента по този начин е намалено. Нещо повече, властта на Камарата на лордовете като цяло намалява, докато властта на Камарата на общините расте. Особено значим за развитието на баланса на властта между двете камари е Реформеният закон от 1832 г. Камарата на общините приема закон през 1831 г., който да реформира някои аномалии в избирателната система, но консервативната Камара на лордовете го отхвърля двукратно. Министър-председателят Чарлс Грей тогава съветва крал Уилям IV да създаде нови 80 про-реформаторски перове, за да преодолее съпротивата в Камарата на Лордовете. Кралят първоначално се дърпа, но в крайна сметка отстъпва. Преди да бъдат създадени нови перове обаче горната камара признава поражение и се въздържа от гласуване, с което позволява приемането на закона. Кризата наврежда на политическото влияние на Лордовете, но не го прекратява. В течение на столетието обаче тяхната власт е по-нататък подрината и постепенно Камарата на общините става по-силната камара на парламента.

### 20 век
През 1909 г. финансовият министър Дейвид Лойд Джордж от Либералното правителство подава в Камарата на общините т.нар. „Народен бюджет“, който предлага поземлен данък, насочен към богатите земевладелци. Популярната мярка обаче е спряна от силно консервативната Камара на лордовете. След като правят въпроса за прекомерната власт на Камарата на лордовете първостепенен в изборната си кампания, на изборите през януари 1910 г. Либералната партия е преизбрана с малко мнозинство. Министър-председателят Хърбърт Аскуит тогава предлага властта на камарата на Лордовете да бъде силно ограничена. След нови избори през декември 1910 г. правителството на Аскуит прокарва закон, който ограничава нейната власт. Парламентарният закон от 1911 г. ефективно премахва властта на Камарата на лордовете да отхвърля закони или да ги поправя по неприемлив за Камарата на общините начин: повечето закони могат да бъдат отлагани за не повече от три парламентарни сесии или две календарни години. Парламентарният закон от 1949 г. намалява отлагателната власт на Лордовете на две сесии или една година. През 1958 г. е приет закон, с който се упълномощава създаването на доживотни барони, без числени ограничения, с което броят на перовете постепенно се увеличава.
Лейбъристката партия има през по-голямата част от 20 век ангажимент, базиран на историческото противопоставяне на партията на класовите привилегии, да премахне Камарата на лордовете или поне изпъди наследствения елемент. През 1968 г. Лейбъристкото правителство на Харолд Уилсън се опитва да реформира Камарата на лордовете като въведе система, при която на наследствените перове би се позволило да останат в Камарата и да участват в дебати, но няма да им се позволява да гласуват. Този план обаче е спрян в Камарата на общините от коалиция от традиционни консерватори (като Инок Пауъл) и лейбъристи, които продължават да се застъпват за пълно премахване на камарата (като Майкъл Фут). Когато Майкъл Фут става лидер на Лейбъристката партия премахването на камарата става част от дневния ред на партията; при Нийл Кинък обаче се предлага реформирана Горна камара вместо това. Междувременно създаването на наследствени перове (освен за членове на кралското семейство) е спряно, с изключение на три, създадени през 80-те години при управлението на консервативната Маргарет Тачър.
Лейбъристката партия включва в Изборния си манифест от 1997 г. ангажимент да премахне наследствените перове от Камарата на лордовете. След победата на Тони Блеър на изборите през 1997 г. лейбъристите предлагат законодателство за изгонване на наследствените перове от камарата, но като част от компромис се съгласява да остави 92 от тях до завършването на реформите. Със Закона за Камарата на лордовете от 1999 г. са изгонени всички наследствени перове (няколкостотин) освен 92, което прави камарата предимно назначаема.

### 21 век
След 1999 г. обаче не са проведени повече реформи. Комисията на Уейкхам предлага въвеждане на 20% избирателен елемент в камарата, но планът ѝ е широко критикуван. През 2001 г. е назначена Съвместна комисия, която да разреши въпроса, но тя не достига до решение, а вместо това препоръчва седем опции (напълно назначаема, 20% избираема, 40% избираема, 50% избираема, 60% избираема, 80% избираема и напълно избираема). В объркваща поредица от гласувания и седемте предложения са отхвърлени, макар че предложението за 80% избираемост губи само с три гласа в Камарата на общините. Социалистическите членове на парламента, които подкрепят пълното премахване на камарата, гласуват срещу всички предложения. През 2005 г. група от старши членове от различни партии публикува доклад, предлагащ 70% от Лордовете да се избират за един дълъг мандат. Повечето от останалите да се назначават от комисия, осигуряваща смесица на „умения, знания и опит“. Това предложение също не е приложено. В навечерието на парламентарните избори от 2005 г. започва кампания „Изберете Лордовете“ от няколко партии, агитираща за предимно избираема Горна камара. На изборите през 2005 Лейбъристката партия предлага по-нататъшни реформи на Лордовете, но без специфични подробности. Консервативната партия, която преди 1997 г. се противопоставя на промени на Горната камара, подкрепя 80% избираемост, а Либералдемократите призовават за напълно избираем Сенат.
На 7 март 2007 г. членове на Камарата на общините гласуват 10 пъти по предложения за различни състави за горната камара. Едно след друго са отхвърлени пълно премахване, напълно назначаема камара, 20%, 40%, 50%, 60% избираемост. Накрая гласуването за 80% избираемост е спечелено с 305 срещу 267 гласа, а гласуването за 100% избираема камара е спечелено с 337 на 224 гласа. Последното гласуване представлява и абсолютно мнозинство от всички членове на парламента, което му дава огромна тежест. Това обаче е само показателно гласуване и за подкрепящите избираема горна камара остават много политически и законови препятствия. Камарата на лордовете скоро след това отхвърля предложението и гласува за пълна назначаемост на състава си. През юли 2008 г. Джак Стро, министър на правосъдието, подава „бяла книга“ в Камарата на общините, предлагайки да замести Камарата на лордовете с 80 – 100% избираема Горна камара, една трета от която да се избира на всеки избори с мандат от приблизително 12 – 15 години. Документът казва, че тъй като перството ще бъде напълно разделено от членството в горната камара, наименованието „Камара на лордовете“ повече не би било подходящо: той обяснява, че има консенсус сред партиите горната камара да бъде наречена Сенат, но остава неутрален относно наименованието ѝ, за да може дебатът да се концентрира върху ролята ѝ.
В Камарата на лордовете могат да членуват лица, навършили 21-годишна възраст, които са граждани на Обединеното кралство, Общността на нациите или република Ирландия. Според закон от 1701 г. и до 1948 г. само родени в Обединеното кралство („natural-born citizens“) са можели да членуват в камарата.
Към 2009 г. в Камарата на лордовете членуват само 26 прелати, включващи петте най-древни епархии на църквата: архиепископът на Кентърбъри, архиепископът на Йорк, епископът на Лондон, епископът на Дърам и епископът на Уинчестър.

## Законодателни функции
Властта на Лордовете да отхвърлят закон, приет от Камарата на общините, е силно ограничена от Парламентарните закони. Лордовете не могат да отлагат за повече от един месец финансов законопроект (който според виждането на председателя на Камарата на общините засяга само националното данъчно облагане или обществени средства). Повечето други обществени закони те не могат да отлагат за повече от две парламентарни сесии или една календарна година. Само Камарата на общините има право да предлага закони за данъци или бюджет. Бюджетните закони, приети от Камарата на общините, не могат да се поправят от Камарата на лордовете. Според Конвенцията от Солсбъри Камарата на лордовете избягва да се противопоставя на законопроекти, обещани в предизборния манифест на правителството.

## Правораздавателни функции
Юридическите функции на Камарата на лордовете произтичат от древната роля на Curia Regis (Кралски съвет) като орган, който се занимава с петициите на поданиците на краля.
Юрисдикцията на Камарата на лордовете се простира, в граждански и криминални дела, до обжалвания от съдилищата на Англия и Уелс, и на Северна Ирландия. Правораздавателните функции на Камарата се упражняват не от всички лордове, а от комисия на „Правни лордове“. Голямата част от юридическата работа на Камарата се върши от дванадесет Лордове за обжалване, които специфично са назначени с тази цел според Закона за апелативна юрисдикция за обжалване от 1876 г. След Втората световна война делата се разглеждат от Апелативни комисии, състоящи се от 5 члена. Важно дело може да се разглежда от комисия с повече членове. Камарата на лордовете е последната инстанция за обжалване, макар че в случаи, когато се засяга законодателството на Европейския съюз Камарата може да отнесе случай до Европейския съд, а когато Европейска конвенция за защита правата на човека и основните свободи е уместна, делото може да се отнесе до Европейския съд по правата на човека.

## Състав
Към 2009 г. 214 члена на Камарата на лордовете са лейбъристи, 196 консерватори, 71 либералдемократи, 201 независими, 26 духовници.